# Tsukuba Express
Tsukuba Express (つくばエクスプレス線 Tsukuba Ekusupuresu-sen?) o TX, es una línea de ferrocarril japonesa de la Metropolitan Intercity Railway Company que comunica la estación de Akihabara en Chiyoda (Tokio) y la estación de Tsukuba en Tsukuba (Prefectura de Ibaraki). La ruta fue inaugurada el 24 de agosto de 2005.

## Velocidad
El tren viaja a una velocidad máxima de 130 km/h. El servicio rápido que se realiza en 45 minutos, ha reducido el tiempo requerido para el viaje de Akihabara a Tsukuba o viceversa; comparado a desplazarse por la línea férrea Línea Jōban o por carretera en bus.
Un sistema automático de operación permite que un sola persona maneje el tren.

## Electrificación y característica de los trenes rodantes
Para evitar la interferencia con las mediciones geomagnéticas de la Agencia Meteorológica de Japón en su laboratorio en Ishioka, la porción de la línea de Moriya a Tsukuba funciona con corriente alterna. Por esta razón, se incluyen trenes DC, los de la serie TX-1000, los cuales pueden operar solo entre Akihabara y Moriya, y los trenes AC / DC de doble tensión de la serie TX-2000, que pueden operar  a través de toda la línea, Akihabara a Tsukuba. 
En marzo de 2003 finalizó el ensayo con dos trenes de seis vagones (series TX-1000 y TX-2000) para operaciones de prueba y capacitación. La flota completa de 84 TX-1000 (14 trenes de seis coches) y 96 TX-2000 (16 trenes de seis coches) fue entregada en enero de 2005.  Al año 2017, TX opera con 37 trenes.

## Detalles de la línea
La vía de Akihabara a Tsukuba tiene una longitud de 58,3 kilómetros, detallados así: 16,3 kilómetros en túneles, 25,5 kilómetros de vía elevada,  10.2 kilómetros en puentes y otros 6,3 kilómetros. Alrededor del 25% del intervalo férreo se construyeron en el subsuelo para evitar la adquisición de tierras en el suelo de las zonas urbanizadas, también gran parte de la vía es elevada.
El Tsukuba Express es un tren de alta velocidad que funciona desde “La Meca de la Electrónica” (Akihabara) a "La Ciudad de la Ciencias" (Tsukuba).
El Tsukuba Express se conecta con la Línea Yamanote, en la estación de Akihabara, siendo Yamanote la principal vía férrea dentro de Tokio. El recorrido de Yamanote es circular, abarcando el perímetro de los 23 Barrios Especiales de Tokio. 
El Tsukuba Express corre cuatro tipos de rutas tiempo: local (57 minutos, para en 19 estaciones), semi-rápido (52 minutos, para en 15 estaciones) rápido del viajero (que funciona solamente durante horas de acometidas de la mañana y de la tarde, 49 minutos, para en 12 estaciones) y rápido (45 minutos, para en 8 estaciones).
El Tsukuba Express no hay pasos de nivel y cada estación está equipada con puertas de plataforma para la seguridad. Señales azules conducen a las plataformas y señales amarillas a las salidas. Los anuncios en el tren son en japonés y en inglés. La próxima estación se exhibe en las tarjetas electrónicas en japonés e inglés y las líneas de conexión son también anunciadas.

La línea es  una ruta de trabajo entre Tokio y Tsukuba, pero también desempeña un papel como ruta turística al Monte Tsukuba y los alrededores de las ciudades en que transita. 

## Estaciones
- L: Local (普通 Futsū?)
- S: Semi-Rápido (区間快速 Kukan Kaisoku?)
- C: Viajero-Rápido (通勤快速 Tsūkin Kaisoku?)
- R: Rápido (快速 Kaisoku?)

Los trenes se detienen en las estaciones marcadas con "●" y pasan las estaciones marcadas con "|".
| N.º | Nombre de estación     | Distancia (km) | Elec. | L | S  | C  | R  | Transferencias                                                                                         | Localidades  | Localidades |
| --- | ---------------------- | -------------- | ----- | - | -- | -- | -- | --- | ------------ | ----------- |
| 01  | Akihabara              | 0.0            | DC    | ● | ●  | ●  | ●  | Línea Chūō-Sōbu Línea Keihin-Tōhoku Línea Yamanote Tokio Metro Línea Hibiya (H-15)                     | Chiyoda      | Tokio       |
| 02  | Shin-Okachimachi       | 1.6            | DC    | ● | ●  | ●  | ●  | Línea Toei Ōedo (E-10)                                                                                 | Taitō        | Tokio       |
| 03  | Asakusa                | 3.1            | DC    | ● | ●  | ●  | ●  | Tokio Metro Línea Ginza [A Estación Tawaramachi (Tokio)] (G-18)                                        | Taitō        | Tokio       |
| 04  | Minami-Senju           | 5.6            | DC    | ● | ●  | ●  | ●  | Línea Jōban Rápida Tokio Metro Línea Hibiya (H-20)                                                     | Arakawa      | Tokio       |
| 05  | Kita-Senju             | 7.5            | DC    | ● | ●  | ●  | ●  | Línea Jōban Rápida Línea Tobu Skytree Tokio Metro Línea Chiyoda (C-18) Tokio Metro Línea Hibiya (H-21) | Adachi       | Tokio       |
| 06  | Aoi                    | 10.6           | DC    | ● | \| | \| | \| | | Adachi       | Tokio       |
| 07  | Rokuchō                | 12.0           | DC    | ● | \| | ●  | \| | | Adachi       | Tokio       |
| 08  | Yashio                 | 15.6           | DC    | ● | ●  | ●  | \| | | Yashio       | Saitama     |
| 09  | Misato-chūō            | 19.3           | DC    | ● | ●  | \| | \| | | Misato       | Saitama     |
| 10  | Minami-Nagareyama      | 22.1           | DC    | ● | ●  | ●  | ●  | Línea Musashino                                                                                        | Nagareyama   | Chiba       |
| 11  | Nagareyama-centralpark | 24.3           | DC    | ● | \| | \| | \| | | Nagareyama   | Chiba       |
| 12  | Nagareyama-ōtakanomori | 26.5           | DC    | ● | ●  | ●  | ●  | Línea Tobu Urban Park                                                                                  | Nagareyama   | Chiba       |
| 13  | Kashiwanoha-campus     | 30.0           | DC    | ● | ●  | ●  | \| | | Kashiwa      | Chiba       |
| 14  | Kashiwa-Tanaka         | 32.0           | DC    | ● | \| | \| | \| | | Kashiwa      | Chiba       |
| 15  | Moriya                 | 37.7           | DC    | ● | ●  | ●  | ●  | Línea Jōsō                                                                                             | Moriya       | Ibaraki     |
| 16  | Miraidaira             | 44.3           | AC    | ● | ●  | \| | \| | | Tsukubamirai | Ibaraki     |
| 17  | Midorino               | 48.6           | AC    | ● | ●  | \| | \| | | Tsukuba      | Ibaraki     |
| 18  | Bampaku-kinenkōen      | 51.8           | AC    | ● | ●  | \| | \| | | Tsukuba      | Ibaraki     |
| 19  | Kenkyū-gakuen          | 55.6           | AC    | ● | ●  | ●  | \| | | Tsukuba      | Ibaraki     |
| 20  | Tsukuba                | 58.3           | AC    | ● | ●  | ●  | ●  | | Tsukuba      | Ibaraki     |

Mapa de Rutas:

## Historia
La Metropolitan Intercity Railway Company (首都圏新都市鉄道株式会社? Shuto-ken Shin Toshi Tetsudō Kabushiki-gaisha) fue fundada el 15 de marzo de 1991 para construir Tsukuba Express, que inicialmente se llamaría Nueva línea Jōban (常 磐 新 線線 Jōban Shinsen). 
La razón de la línea era para aliviar el represamiento de pasajeros en la Línea Jōban operada por East Japan Railway Company ( - JR East), que había alcanzado el límite de su capacidad. Sin embargo, con la recesión económica en Japón, la meta se desplazó para el desarrollo de la línea. El plan inicial contemplaba una línea desde la Estación de Tokio hasta Moriya, pero los gastos obligaron a los planificadores a iniciar la línea en Akihabara en lugar de la Estación de Tokio, y además debido a la presión del gobierno de la Prefectura de Ibaraki, se  llevó a cabo la extensión de la línea de Moriya a Tsukuba.
El plan original proyectó que la línea comenzara a operar en el 2000, pero los retrasos en la construcción aplazaron la fecha de apertura al verano de 2005 y la línea entró en operación el 24 de agosto de 2005.

## Cifras de usuarios del transporte
| Año Fiscal | Pasajeros transportados (en millones) | Días de operación | Pasajeros por día |
| ---------- | ------------------------------------- | ----------------- | ----------------- |
| 2005       | 34.69                                 | 220               | 150,000           |
| 2006       | 70.69                                 | 365               | 195,000           |
| 2007       | 84.85                                 | 366               | 234,000           |
| 2008       | 93.21                                 | 365               | 258,000           |
| 2009       | 97.79                                 | 365               | 270,300           |
| 2010       | 102.22                                | 365               | 283,000           |
| 2011       | 104.89                                | 366               | 290,000           |
| 2012       | 110.66                                | 365               | 306,000           |
| 2013       | 117.17                                | 365               | 324,000           |

## Galería de imágenes

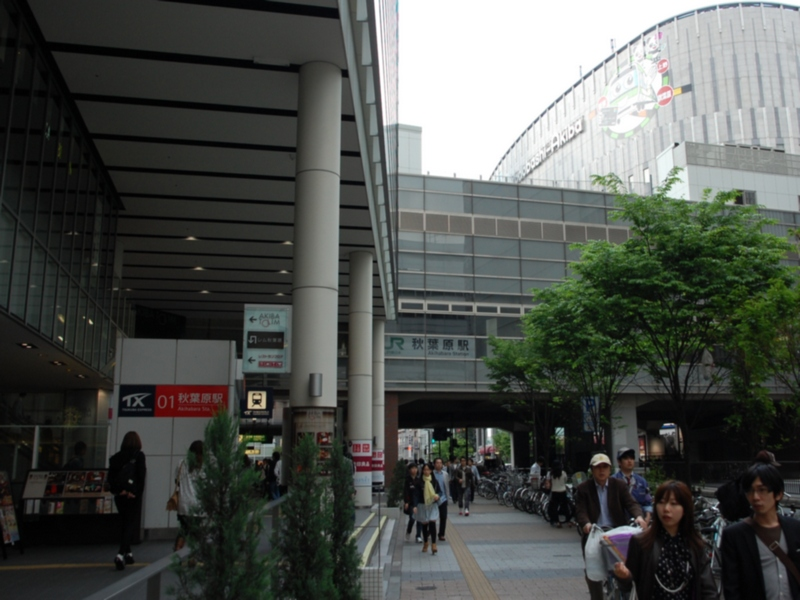
Estación 01 Akihabara.
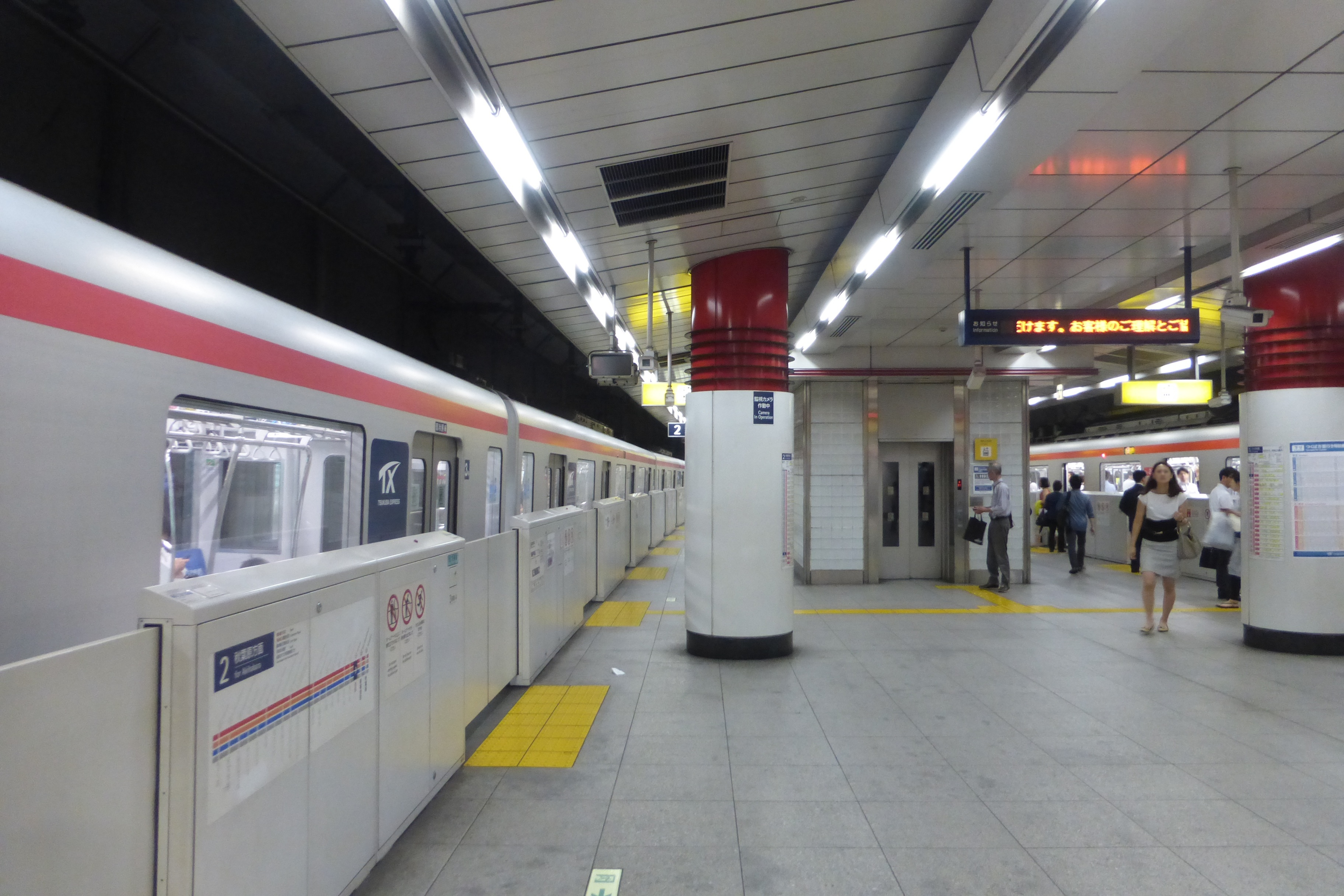
Estación 03 Asakusa.
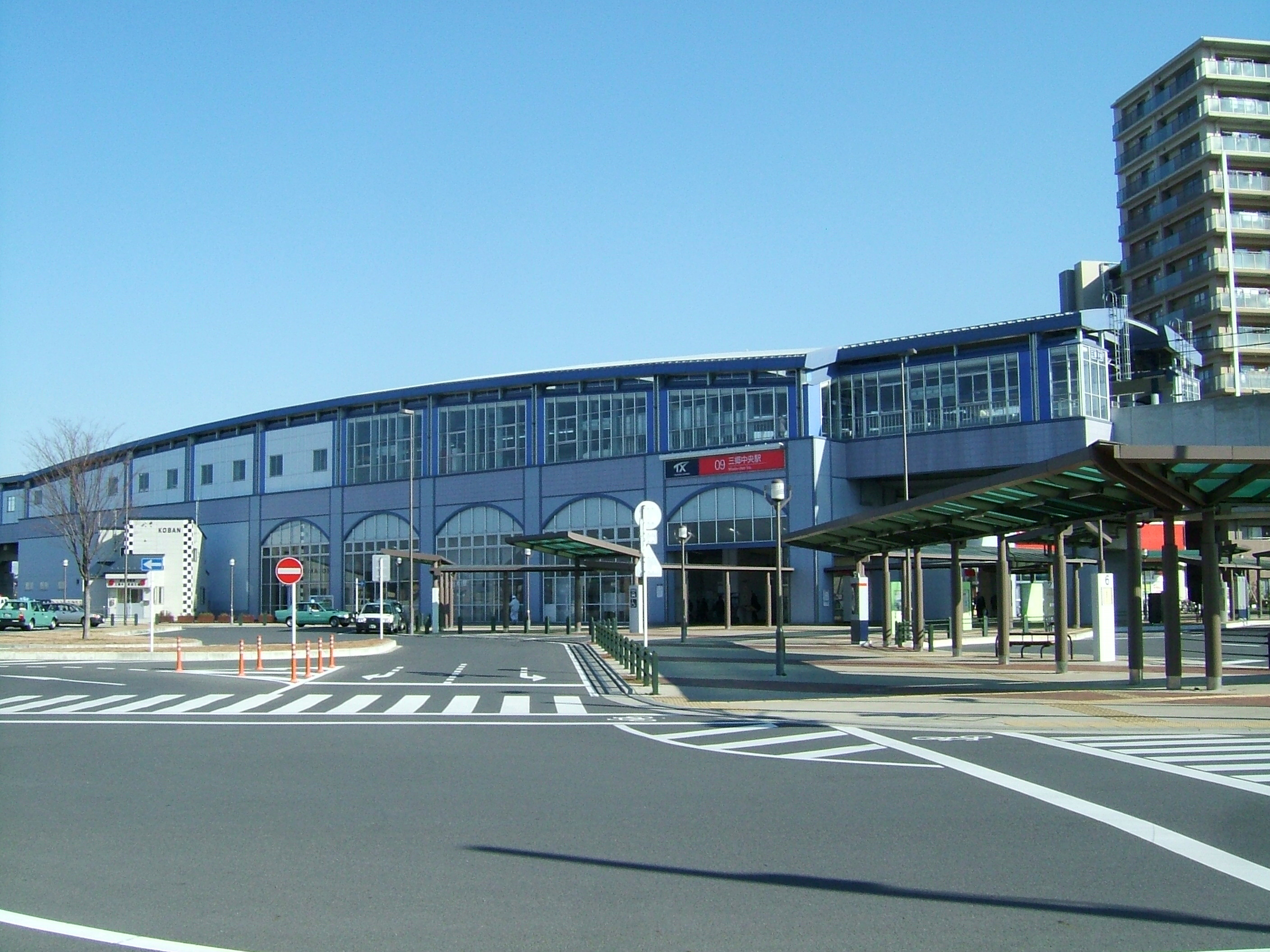
Estación 09 Misato-chūō.
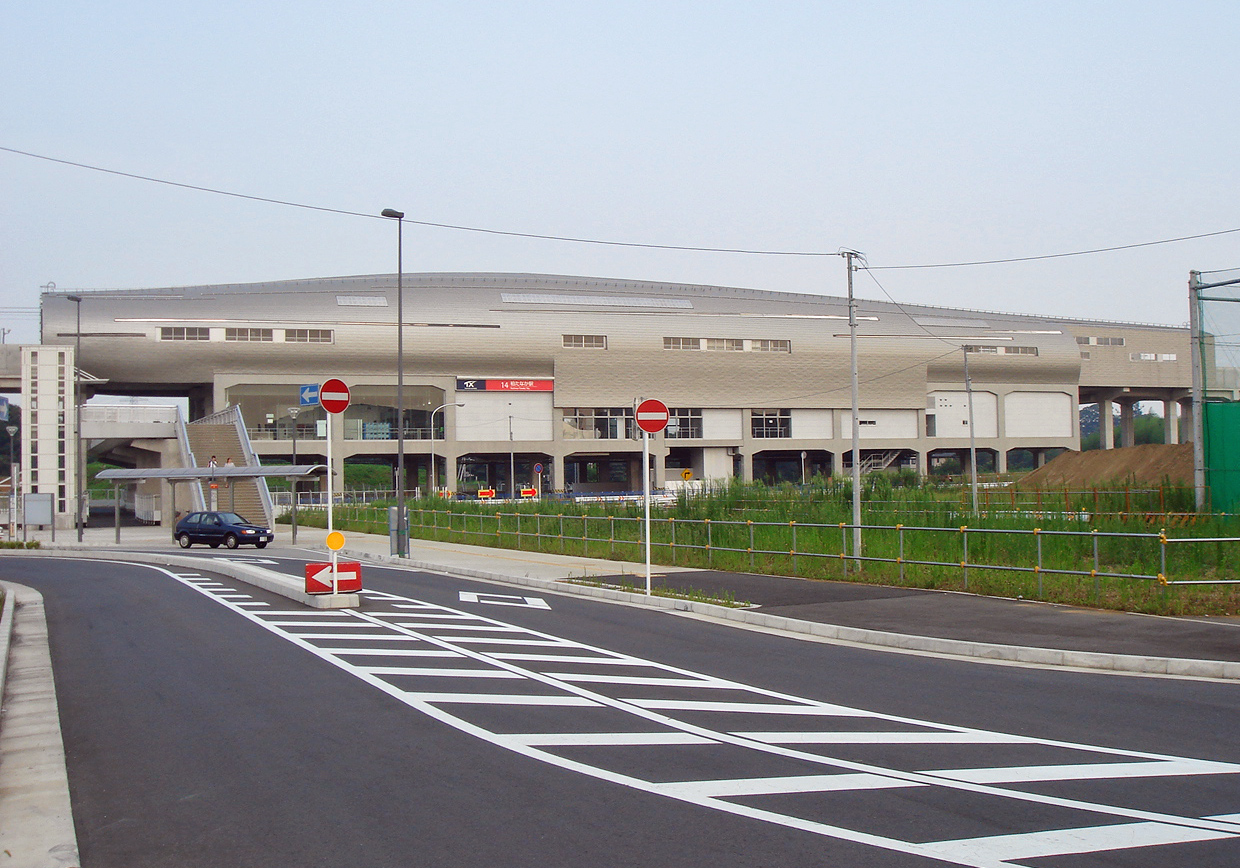
Estación 14 Kashiwa-Tanaka.

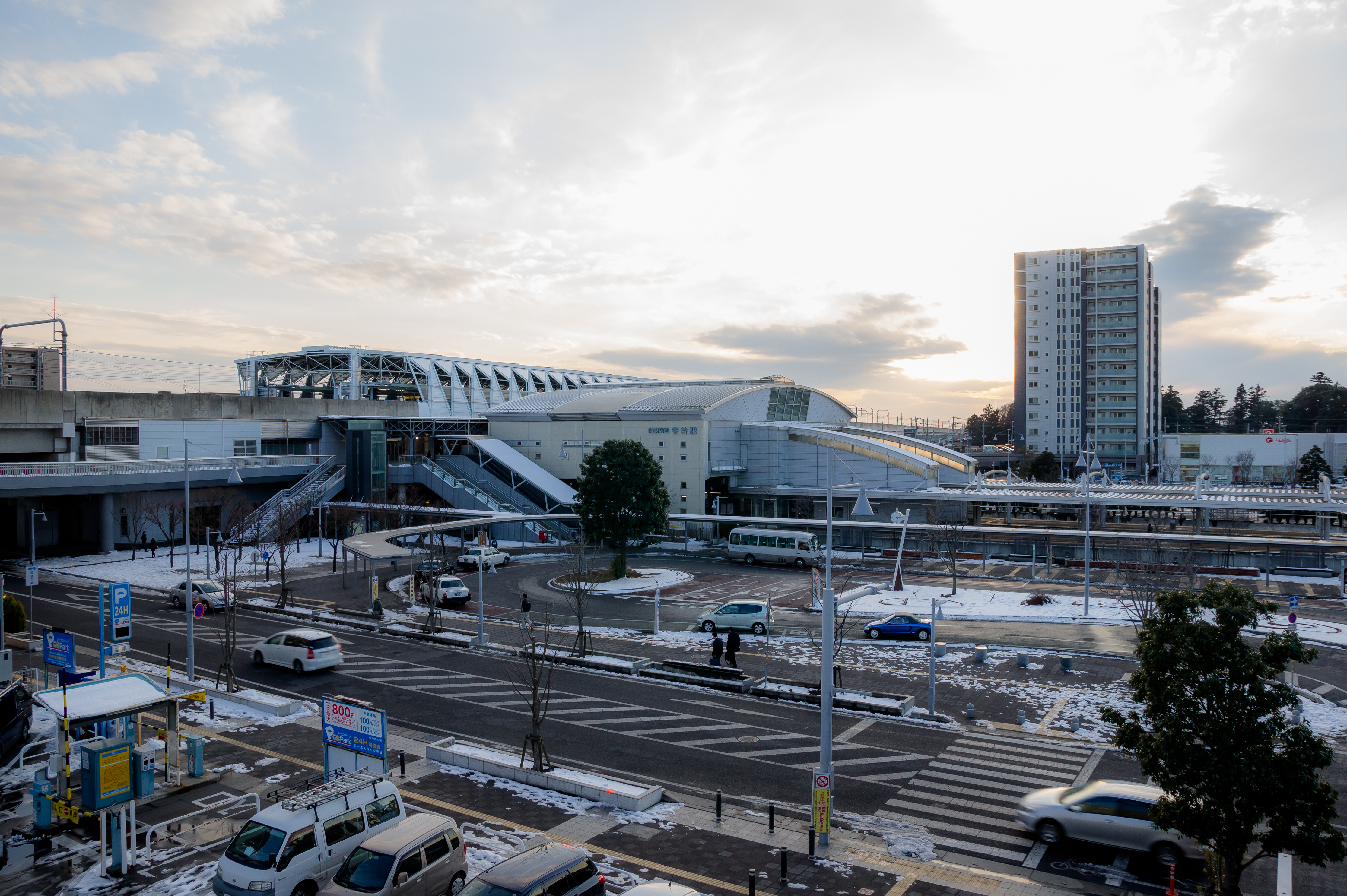
Estación 15 Moriya.
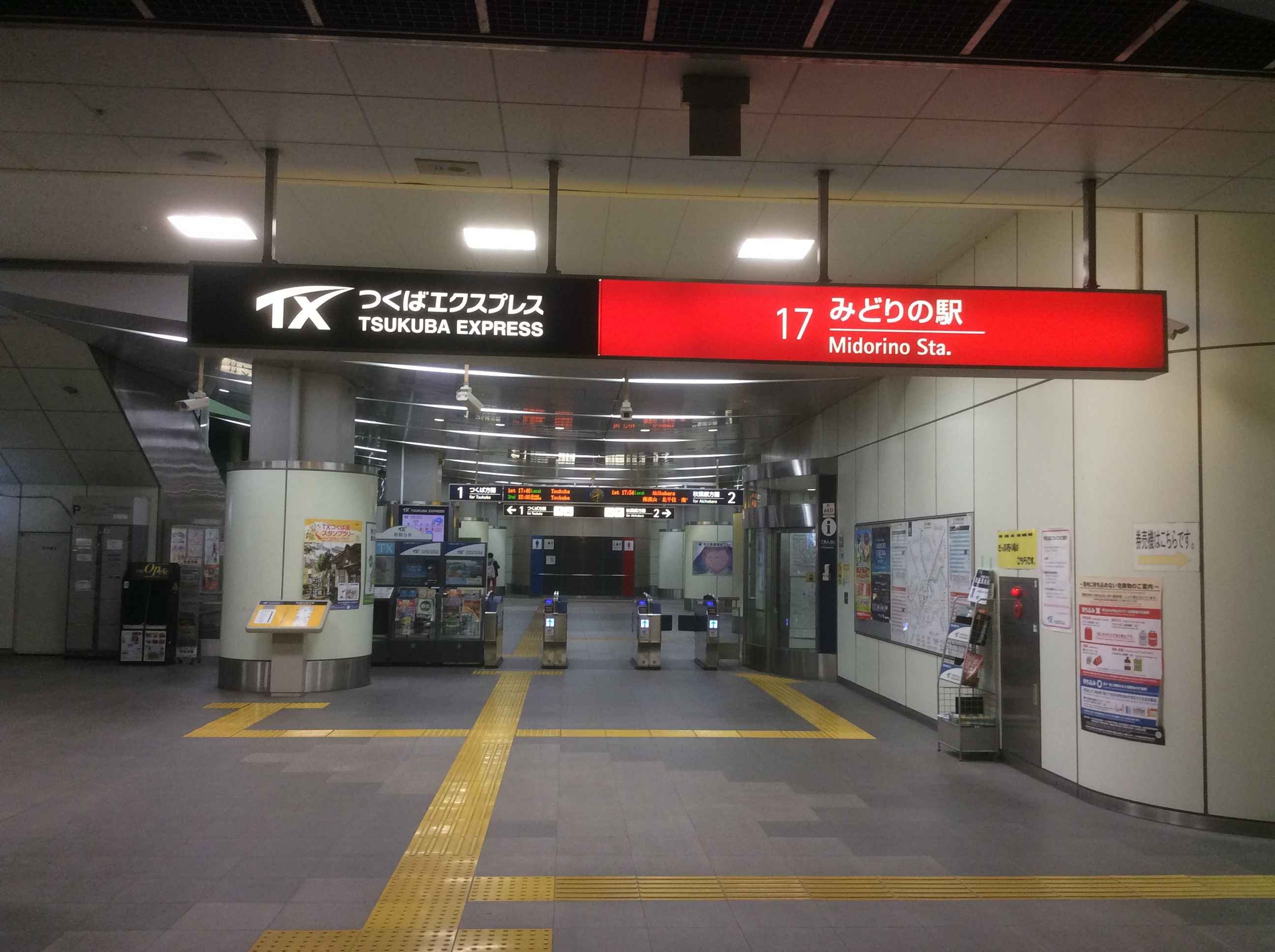
Estación 17 Midorino en Tsukuba.
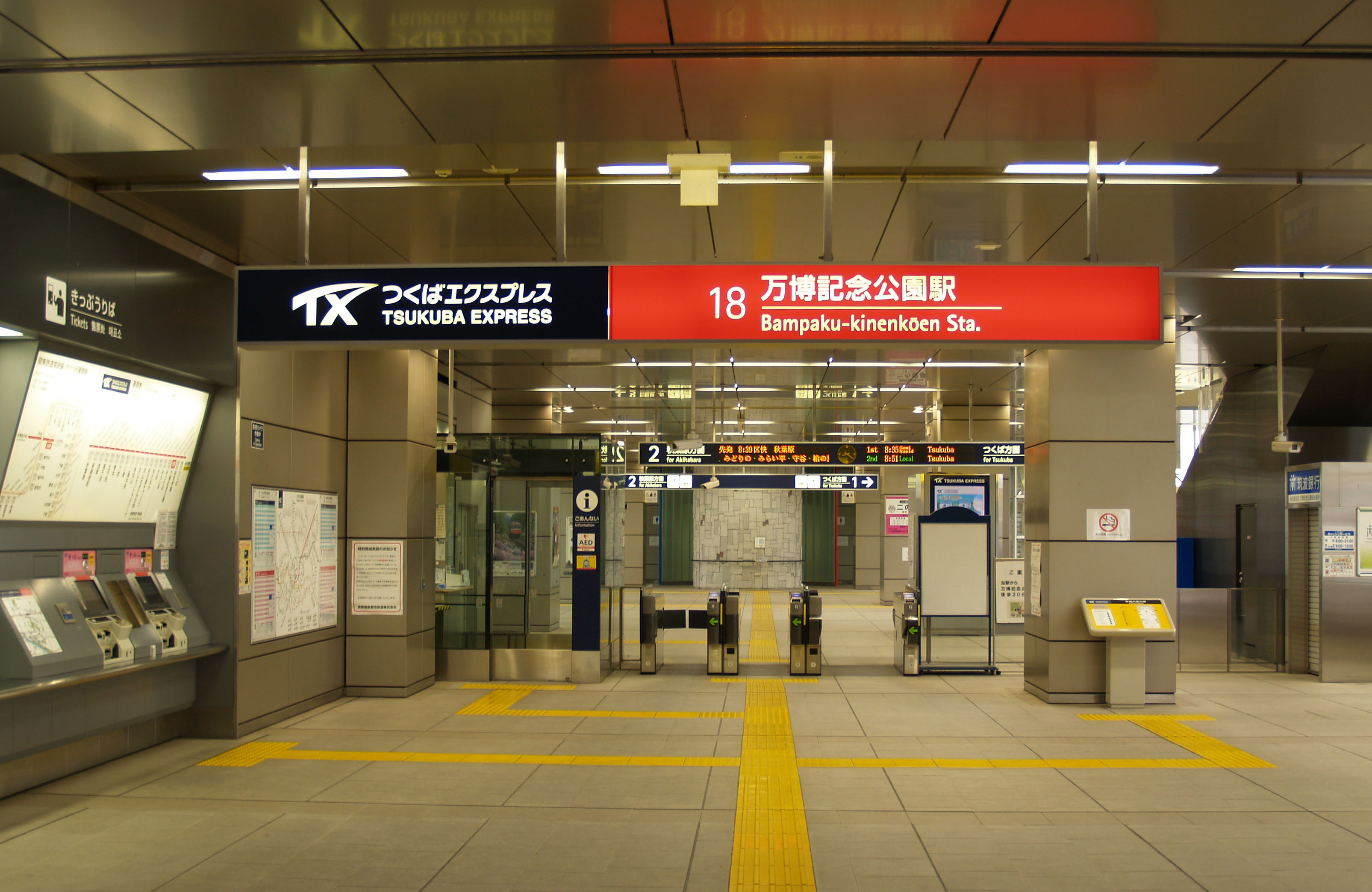
Estación 18 Bampaku-kinenkōen.
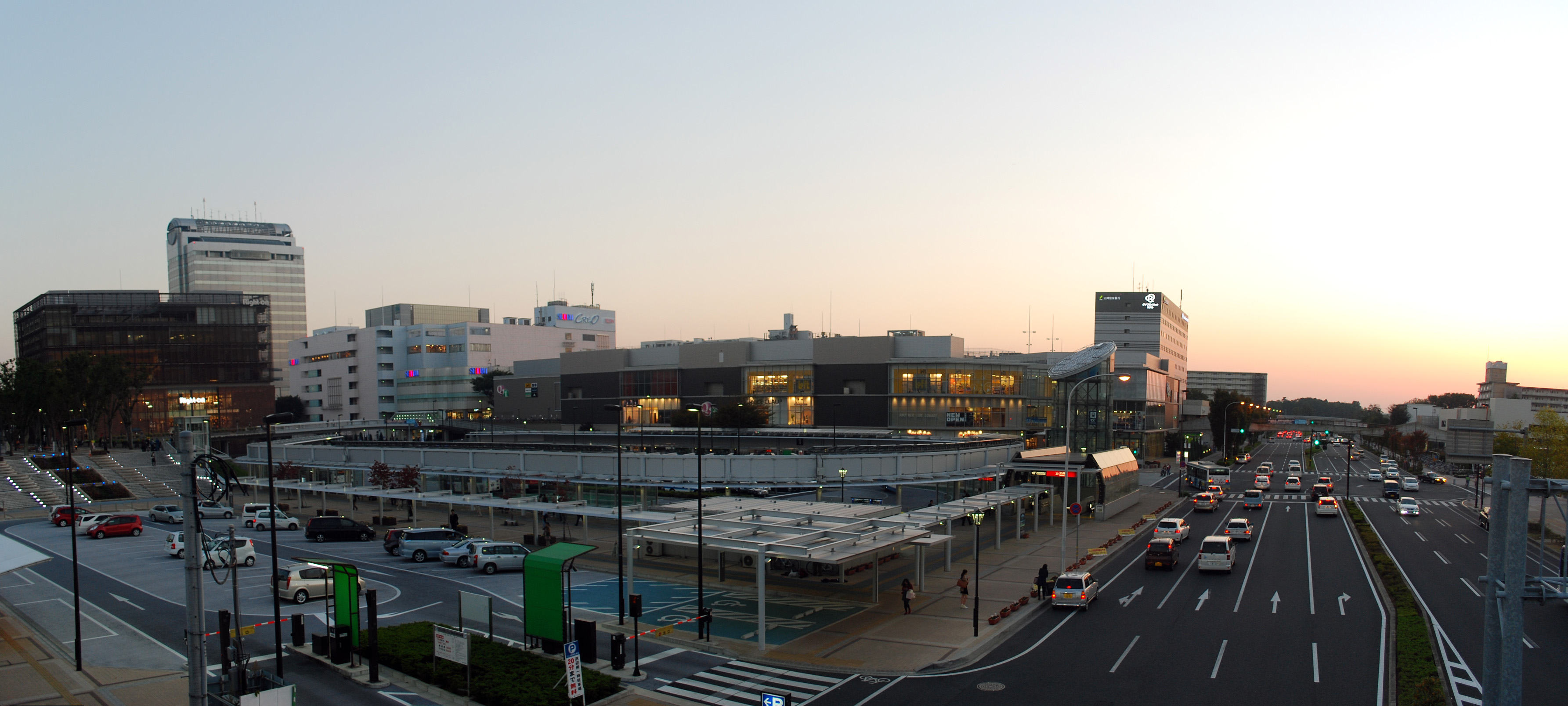
Estación 20 Tsukuba.